# The World Won't Listen
The World Won't Listen es un álbum de recopilación de The Smiths, realizado en febrero de 1987 por la discográfica Rought Trade Records. Alcanzó el puesto n.º 2 de las listas de éxitos británicas.

## Lista de canciones
Todas las canciones escritas y compuestas por Morrissey/Marr. 
| N.º | Título                                                                                             | Duración |  |
| 1.  | «Panic» (cara A del sencillo)                                                                      | 2:21     |  |
| 2.  | «Ask» (cara A del sencillo)                                                                        | 3:15     |  |
| 3.  | «London» (cara B de "Shoplifters of the World Unite")                                              | 2:07     |  |
| 4.  | «Bigmouth Strikes Again» (de The Queen Is Dead)                                                    | 3:13     |  |
| 5.  | «Shakespeare's Sister» (cara A del sencillo)                                                       | 2:08     |  |
| 6.  | «There Is a Light That Never Goes Out» (de The Queen Is Dead)                                      | 4:05     |  |
| 7.  | «Shoplifters of the World Unite» (cara A del sencillo)                                             | 2:58     |  |
| 8.  | «The Boy with the Thorn in His Side (versión del sencillo)» (cara A del sencillo)                  | 3:16     |  |
| 9.  | «Money Changes Everything» (cara B de "Bigmouth Strikes Again" 12-inch)                            | 4:43     |  |
| 10. | «Asleep» (cara B de "The Boy with the Thorn in His Side")                                          | 4:10     |  |
| 11. | «Unloveable» (cara B de "Bigmouth Strikes Again")                                                  | 3:56     |  |
| 12. | «Half a Person» (cara B de "Shoplifters of the World Unite")                                       | 3:36     |  |
| 13. | «Stretch Out and Wait (voces alternativas)» (cara B de "Shakespeare's Sister")                     | 2:45     |  |
| 14. | «That Joke Isn't Funny Anymore (versión del sencillo)» (cara A del sencillo)                       | 3:49     |  |
| 15. | «Oscillate Wildly» (cara B de "How Soon Is Now?")                                                  | 3:26     |  |
| 16. | «You Just Haven't Earned It Yet, Baby" (UK mix)» (remix de una cara A de sencillo nunca publicado) | 3:32     |  |
| 17. | «Rubber Ring» (cara B de "The Boy with the Thorn in His Side")                                     | 3:48     |  |

- Datos: Q1754748